# Jean Souverbie
Jean Souverbie (geboren 21. März 1891 in Boulogne-sur-Seine (jetzt Boulogne-Billancourt), Frankreich; gestorben 6. November 1981 in Paris) war ein französischer Maler und Offizier der Ehrenlegion.

## Leben
Jean Souverbie wurde in einer bürgerlichen Familie geboren. Sein Vater war Ingenieur für Kunstgewerbe. Er wuchs in wohlhabenden Verhältnissen auf.
Da er von relativ zerbrechlicher Verfassung war, wurde er oft krank. Infolgedessen besuchte er keine Schule. Er erhielt stattdessen Heimunterricht von seinem Vater und seinen älteren Schwestern; später bekam er einen Privatlehrer.
Unermüdlich zeichnend, zeigte der junge Jean schon früh eine Veranlagung für diese Kunst. Im Alter von etwa zehn Jahren schenkte ihm sein Vater eine Schachtel Ölfarben, eine Staffelei, eine Palette und Leinwände, und ermutigte seinen Sohn, Malerei zu lernen.
Zu Beginn des 20. Jahrhunderts zogen seine Eltern um und ließen sich für den Winter und den Rest des Jahres in Saint-Germain-en-Laye an der Côte d’Azur nieder. Die Entdeckung des warmen Lichts und der leuchtenden Farben des Mittelmeers hatten einen großen Einfluss auf Souverbie. Im Schloss von Versailles und in seinem Park entdeckte er die Harmonie, die Proportionen, die Ästhetik der klassizistischen Kunst. Er entwickelte ein Interesse an den großen antiken Zivilisationen Griechenland und Rom, was ihn zu vielen Gemälden mit mythologischen, historischen und religiösen Themen inspirieren sollte.
Maurice Denis bemerkte 1908 das Selbstporträt des Künstlers und führte ein Interview mit ihm. 1911 zog die Familie nach Paris, Rue d’Amsterdam. Jean Souverbie trat in das Atelier von Jean-Paul Laurens an der Académie Julian ein. 1913 lernte er Roger Chastel kennen, der ein lebenslanger Freund wurde. Aufgrund seiner schwachen Verfassung wurde Jean Souverbie bei Ausbruch des Ersten Weltkriegs nicht eingezogen. 1916 schrieb er sich an der Académie Ranson ein, wo er die Nabis kennenlernte: Maurice Denis, Paul Sérusier, Édouard Vuillard, Félix Vallotton, Pierre Bonnard. Ihre Lektionen, die die Befreiung von Farben und Formen forderten, hatten einen tiefen Einfluss auf Souverbie und sein Stil wurde mutiger. Dort traf er auch Jean-Eugène Bersier, Maler und Kupferstecher, Kunsthistoriker, der sein Freund wurde und dem er um 1930 ein Ölgemälde auf Holz mit dem Titel Stillleben mit Birne und Zuckerdose widmete.
Nachdem sein Vater 1918 gestorben war, wurde es aufgrund schwindender finanzieller Ressourcen notwendig, dass Souverbie sich mehr um bezahlte Arbeit kümmerte. Er verließ die Académie Ranson und lernte einige Monate später seine zukünftige Frau kennen, die er 1920 heiratete. Zu der Zeit unterzog er sich einer Operation, die ihn endgültig von seiner Krankheit befreite, und eine rege Geschäftigkeit begann. In den 1920er Jahren wandte sich Souverbie nach der Entdeckung von Georges Braques Werken dem Kubismus zu. Aber der entscheidende Wendepunkt wurde 1925 erreicht, als er entlang der Section d’Or in der Galerie Vavin-Raspail ausstellte und Charles Gleizes, André Lhote und Pablo Picasso traf, den er wie keinen anderen bewundern würde. Dieser befreundete Meister prägte die künstlerischen Vorstellungen von Souverbie nachhaltig. Seine Akte wurden immer geometrischer, ihre skulpturalen Körper erinnerten an kubistische Ikonen des spanischen Malers.
In den 1930er Jahren wandte er sich der Realisierung monumentaler Werke zu, die ihn auf der ganzen Welt bekannt machten und Anlass zahlreicher Aufträge waren. 1937 gehörte er zu den Künstlern, die für die Dekoration des neuen Palais de Chaillot ausgewählt wurden, der für die Weltausstellung auf den Fundamenten des ehemaligen Palais du Trocadéro errichtet wurde. In der zweiten Hälfte der 1940er Jahre trug er zur Dekoration von 8 Ozeandampfern wie der Ile-de-France, der Liberté oder der Laos bei; diese Projekte ermöglichten es ihm, mit den größten Dekorateuren und Tischlern seiner Zeit, wie dem Leleu, zusammenzuarbeiten. 
1946 wurde Souverbie an die Académie des Beaux-Arts berufen. 1948 beschloss die École des Beaux-Arts von Paris, eigens für den Künstler, der zu dieser Zeit emeritierter Professor wurde, ein Atelier für Monumentalmalerei zu eröffnen. Anschließend lehrte er mehr als 17 Jahre an der Institution. Zu seinen bekanntesten Schülern zählen Philippe de La Hogue-Rey, Philippe Lejeune, Jean Le Merdy, Michel Pandel, Yves de Saint-Front, Georges Visconti und Pierrette Bloch.
Dank einer beispielhaften Karriere und einer herausragenden Persönlichkeit gehörte Souverbie zu den Künstlern, die bereits zu Lebzeiten als bedeutende Persönlichkeiten der Kunst des 20. Jahrhunderts galten.
Jean Souverbie hatte fünf Kinder. Einer von ihnen, Romain Souverbie (geboren 1929), wurde auch Maler.